# Grenadir
Grenadir ili bombaš je bio vojnik određen za bacanje ručnih bombi. Bili su u sastavu pješaštva u mnogim vojskama od 16. do 19. stoljeća.